# رود انه
رود انه (به اسپانیایی: Río Ene) رودی در کشور پرو است. این رود که از اتصال رود مانتارو و رود آمپوریماک ایجاد میشود پس از طی ۱۸۰.۶ کیلومتر به رود تامبو می‌ریزد.